# 平山廉
平山廉（日语：／ Hirayama Ren，1956年11月3日—）是一位日本古生物学家，早稻田大学教授，畫家平山郁夫之子。

## 生平
1956年出生在日本东京，毕业于庆应义塾大学经济学部，1989年京都大学地球科学研究科地质学矿物学博士中途退学。专攻古脊椎动物学。同年担任帝京技术科学大学（现帝京平成大学）讲师，1996年升迁至准教授，2004年担任早稻田大学国际教育学部准教授，2006年升迁至国际学书院教授。2004年获得鹿儿岛大学理学博士。研究爬虫类化石，特别是海龟的系统发育和功能形态以及古代生物地理学。